# Cichlasoma microlepis
Cichlasoma microlepis es una especie de peces de la familia Cichlidae en el orden de los Perciformes.

## Morfología
Los machos pueden llegar alcanzar los 18,7 cm de longitud total.

## Distribución geográfica
Se encuentra en la vertiente  pacífica de Colombia.